# Mehmet Ali Birand
Mehmet Ali Birand (* 9. Dezember 1941 in Istanbul; † 17. Januar 2013) war ein türkisch-kurdischer Journalist.
Ab 1964 schrieb er für die Tageszeitung Milliyet. Ab 1992 war er auch im Fernsehen als Nachrichtensprecher und Talkshowmaster für TRT, Show TV, CNN Türk und Kanal D tätig. 1988 erhielt er den Sedat-Simavi-Preis für Journalismus.
Er starb während einer Operation an Herzversagen.